# بدر الدين عرودكي
بدرالدين عرودكي (25 أكتوبر 1942 -) هو كاتب ومترجم سوري.

## حياته ونشأته
وُلد «بدر الدين عرودكي» بدمشق في 25 تشرين أول 1942 ودرس فيها حتى المرحلة الجامعية الأولى بجامعة دمشق، حيث حصل فيها على الليسانس في الحقوق وكذلك على الليسانس في الآداب (قسم الفلسفة) عام 1970. سافر إلى باريس في نهاية عام 1972 حيث تابع الدراسات العليا في جامعة باريس حتى حصوله على درجة الدكتوراه في علم الاجتماع عام 1981. أسس مع الصحفي الفلسطيني بلال الحسن مجلة اليوم السابع الأسبوعية عام 1983، وعمل في معهد العالم العربي بباريس بين الأول من كانون الأول/ديسمبر 1983 ونهاية تشرين الأول/أكتوبر 2102.
بدمشق عام 1942م، وفيها تلقى تعليمه وواصل تحصيله الجامعي فتخرَّج في جامعة دمشق حاصلًا على الليسانس في الحقوق، ثم في الآداب قسم الفلسفة والدراسات الاجتماعية عام 1970م. وهو يقيم في فرنسا منذ عام 1972م، حيث انتقل إليها في بعثة دراسية، حصل خلالها على شهادة الأستاذية في علم الإجتماع من جامعة باريس عام 1974م، ثم على دبلوم الدراسات المعمَّقة من المعهد العالي للدراسات الاجتماعية عام 1976م، وفي عام 1981م ناقش رسالة الدكتوراه التي أعدها بإشراف «جاك بيرك» وحصل على درجة الدكتوراه من جامعة باريس.

## مسيرته
مارس الصحافة والكتابة في مجال النقد الأدبي والسينمائي، وعمل في المؤسسة العامة للسينما بدمشق ورأس النادي السينمائي بين عامي 1971 و1972.
```
[
3
]
```

بعد أن عمِل عرودكي في مجلة «الطليعة» السورية بوصفه مسؤولًا عن قسمَي الفنون والآداب، انتقل للعمل في المؤسسة العامة للسينما في سوريا، وشغل منصب مدير التخطيط والدراسات السينمائية بين عامي 1971 و1972م. وخلال إعداده رسالة الدكتوراه، عمِل في المكتب الثقافي لدولة الكويت في باريس، وسرعان ما كُلِّف بمهام المندوب الدائم لدولة الكويت لدى اليونسكو، ثم شغل عدة مناصب مهمة في معهد العالم العربي اعتبارًا من ديسمبر 1983م، وكُلِّف بمهمة المدير العام المساعد للمعهد بين عامي 2008م و2012م.
وبالتوازي مع تلك المسيرة المهنية الحافلة، مارس عرودكي العمل الصحفي والكتابة والترجمة. أمَّا الكتابة فقد كتب في مجالات النقد الأدبي والسينمائي والفني، ونُشِرت له كبرى مجلات وصحف سوريا ولبنان ومصر دراسات وأبحاثًا فكرية ونقدية تزيد على 400 بحثًا ودراسة، وأسهم في فرنسا في تأسيس مجلة «اليوم السابع» التي عمل مديرًا لها، كما نشر عددًا من الدراسات في علم الاجتماع الثقافي، ودُعي بصفة رئيسَ تحريرٍ زائرً لمجلة «الماجازين ليتيرير» لتحرير عدد آذار/مارس 1988 الذي خصص للأدب العربي المعاصر وصدر بمناسبة لقاء الروائيين العرب والفرنسيين الذي نظمه عرودكي في معهد العالم العربي بين 3 و 5 آذار 1988.  
أمَّا عن الترجمة من الفرنسية إلى العربية، فقد ترجم عرودكي العديد من القصص والأبحاث لكتاب الرواية الجديدة، إلى جانب أكثر من ثلاثين كتابًا لكبار علماء الاجتماع والتاريخ والأدب، من بينها: كتاب «معك» لسوزان طه حسين، ورواية «الآخر مثلي» لساراماجو، وكتب ميلان كونديرا حول فن الرواية: فن الرواية والوصايا المغدورة والستار. ومن العربية إلى الفرنسية ترجم العديد من الدراسات، وشارك في ترجمة مجموعة مختارة من الشعر اليمني المعاصر. 

## مؤلفاته
- مَعَك ـ سوزان طه حسين ـ دار المعارف بالقاهرة 1979
- الفكر العربي في معركة النهضة، أنور عبد الملك، دار الآداب، بيروت، 1974
- مقدمات في سوسيولوجيا الرواية، لوسيان غولدمان، دار الحوار، اللاذقية
- الكلمات والأشياء، ميشيل فوكو، مركز الإنماء القومي، بيروت (يالاشتراك مع..)
- فن الرواية، ميلان كونديرا، دار أفريقيا الشرق، الدار البيضاء 2001
- مقالات حول الفردانية، لويس دومون، المنظمة العربية للترجمة، بيروت 2006
- ثلاثية حول الرواية: فن الرواية، الوصايا المغدورة، الستار ـ المشروع القومي للترجمة، المجلس الأعلى للثقافة، القاهرة 2007
- نظام الزمان، كريستوف بوميان، المنظمة العربية للترجمة، بيروت 2009
- الحرب والإستشهاد أشكال العنف المسيحية في الغرب لفيليب بوك ترجمة بدر الدين عرودكي صدر سنة 2020 . [7]

1. ↑   https://www.hindawi.org/contributors/75153159/. {{استشهاد ويب}}: |url= بحاجة لعنوان (مساعدة) والوسيط |title= غير موجود أو فارغ (من ويكي بيانات) (مساعدة)
2. ↑  "بدر الدين عرودكي". اتحاد الكتاب العرب في سورية. 31 أكتوبر 2021. مؤرشف من الأصل في 2023-02-03. اطلع عليه بتاريخ 2024-04-03.
3. ↑  بدر صدقي. "مفكرة المترجم: مع بدر الدين عرَوْدكي". باريس. صفحة العربي الجديد. مؤرشف من الأصل في 3 سبتمبر 2021. اطلع عليه بتاريخ 2019/15/01. {{استشهاد ويب}}: تحقق من التاريخ في: |تاريخ الوصول= (مساعدة)
4. ↑  "مؤلفات بدر الدين عرودكي". مجلة التنوير. مؤرشف من الأصل في 2021-09-03.
5. ↑  "بدر الدين عرودكي: في الترجمة من يدفع هو من يختار". القاهرة. مؤرشف من الأصل في 2016-02-19. اطلع عليه بتاريخ 2016/01/31. {{استشهاد بخبر}}: تحقق من التاريخ في: |تاريخ الوصول= (مساعدة) والوسيط غير المعروف |بواسطة= تم تجاهله يقترح استخدام |عبر= (مساعدة)
6. ↑  "بدر الدين عرودكي". مركز حرمون للدراسات المعاصرة. مؤرشف من الأصل في 2020-11-01.
7. ↑  "قراءة في كتاب فيليب بوك "الحرب المقدّسة، الاستشهاد والإرهاب، أشكال العنف المسيحية في الغرب"". الدليل العراقي. مؤرشف من الأصل في 2021-09-03.